# Il derattizzatore
Il derattizzatore (The Rat Catcher) è un cortometraggio del 2023 scritto e diretto da Wes Anderson. È tratto dalla serie di racconti Someone like You scritta da Roald Dahl.

## Trama
Un montatore, interpretato da Richard Ayoade, assume il ruolo di narratore. Un acchiapparatti, interpretato da Ralph Fiennes, viene assunto per liberare un pagliaio locale da un'infestazione di ratti. L'uomo utilizza dapprima stende farina d'avena non avvelenata intorno al pagliaio per guadagnarsi la fiducia dei ratti, e poi la scambia con avena avvelenata per sterminarli. Con grande sorpresa e imbarazzo, lui e gli abitanti del villaggio si accorgono che i topi non hanno mangiato l'avena avvelenata e sono sopravvissuti alla notte. L'acchiapparatti si vergogna visibilmente.
Nel tentativo di ripristinare la sua reputazione, tira fuori dalla tasca della giacca un grosso topo e un furetto vivi. Uno dopo l'altro, fa scivolare il ratto e poi il furetto dal collo nella sua camicia. Dopo qualche secondo, tira fuori dalla camicia il topo morto e il furetto. L'uomo propone quindi una scommessa: lega un topo alla superficie di una pompa di benzina della stazione di servizio e afferma di essere in grado di ucciderlo senza usare mani o piedi. Lentamente, l'acchiapparatti si avvicina al ratto, finché non gli stacca la testa a morsi. Gli abitanti del villaggio sono visibilmente spaventati. Quando il pifferaio si rende conto di aver perso il suo pubblico, lascia il villaggio.

## Produzione
Nel settembre 2021 Netflix acquisì la Roald Dahl Story Company per 686 milioni di dollari e nel gennaio 2022 confermò la trasposizione cinematografica della raccolta, con Wes Anderson confermato alla regia e alla sceneggiatura. Le riprese si svolsero principalmente a Londra. Il film era originariamente concepito come lungometraggio, ma nel giugno 2023 il regista confermò che si sarebbe trattato di una serie di brevi cortometraggi. Il derattizzatore rappresenta il terzo dei quattro cortometraggi.

## Distribuzione
Il cortometraggio è stato distribuito su Netflix il 29 settembre 2023.
Il corto è stato ripubblicato il 15 marzo 2024 su Netflix come film antologico insieme ad altri tre cortometraggi (La meravigliosa storia di Henry Sugar, Il cigno, Veleno), col titolo La meravigliosa storia di Henry Sugar e altre tre storie.